# Tubificida
Tubificida ist der Name einer Ordnung in der Unterklasse der Gürtelwürmer (Clitellata), die im Süßwasser, teilweise im Salzwasser, mit wenigen Arten im Boden lebende Ringelwürmer umfasst. Es handelt sich großenteils um Detritusfresser und Substratfresser.

## Merkmale
Die Tubificida haben typische ursprüngliche Merkmale der paraphyletischen Wenigborster wie eine regelmäßige Segmentierung, ein voll entwickeltes, nach Segmenten septiertes und als Hydroskelett wirkendes Coelom sowie ein primäres geschlossenes Blutgefäßsystem.
Die Tubificida haben nur in einem Segment ein Paar Hoden und in dem darauf folgenden Segment ein Paar Eierstöcke. Dementsprechend liegt das Paar der männlichen vor dem der weiblichen Geschlechtsöffnungen, und der Samenleiter führt durch das dem hodentragenden folgende Segment nach außen (plesiopor). Die Spermien haben keine Konnektive und ein sehr kurzes Akrosom.

## Verbreitung, Lebensraum und Lebensweise
Die Tubificida sind weltweit verbreitet. Der Großteil der Arten sind Süßwasserbewohner, doch gibt es einige marine Arten, und wenige landlebende Arten, die im Boden leben. Ein Großteil der Tubificida sind Substratfresser beziehungsweise Detritusfresser, die sich von der verschluckten organischen Substanz und den dort lebenden Mikroorganismen ernähren.

## Systematik
Das Taxon Tubificida wurde 1988 von Barrie Jamieson im Rahmen einer Neubearbeitung der Systematik der Oligochaeta als einzige Ordnung der gleichzeitig eingerichteten Unterklasse Tubificata in der Klasse der Gürtelwürmer aufgestellt. Sie umfasste den Großteil der plesioporen (vgl. im Abschnitt Systematik oben) Oligochaeten mit zahlreichen Borsten (Chaetae) pro Borstenbündel, also mehr als zwei davon. Diese waren schon vorher, zuerst von Wilhelm Michaelsen 1929, später auch von Ralph Brinkhurst 1982 in ganz ähnlichem Umfang als eine systematische Gruppe gefasst worden. Eine ähnliche Gruppierung nannte die sowjetische Forscherin Olga Chekanovskaya Naidomorpha. Die Tubificida im Sinne von Jamieson 1988 umfassten die überwiegend aquatischen Familien (in damaliger Auffassung) Capilloventridae, Phreodrilidae, Tubificidae, Naididae, Opistocystidae, Dorydrilidae und die vorwiegend bodenlebenden Enchytraeidae. Andere Forscher vereinten alternativ dazu diese Familien mit anderen in einer erweiterten Ordnung Haplotaxida.
Während die früheren Bearbeiter überwiegend anhand morphologischer Merkmale arbeiteten, wurden ab den 1990er Jahren phylogenomische Methoden, bei denen auf die Verwandtschaft anhand des Vergleiches homologer DNA-Sequenzen, oft der mitochondrialen DNA immer wichtiger. Dabei wurden viele der traditionellen Gruppen bestätigt, andere erwiesen sich als nicht monophyletisch und mussten aufgegeben werden, darunter die Tubificida im Sinne von Jamieson 1988. Basierend auf der umfassenden Arbeit von Christer Erséus und Kollegen 2020 haben Rüdiger Schmelz und Kollegen 2021 ein neues System der Ordnungen der Gürtelwürmer (Clitellata, der Wenigborster unter Einschluss der Egel) aufgestellt, in dem eine neu umschriebene Gruppe der Tubificida definiert wurde. Dies wurde weithin, etwa in der taxonomischen Datenbank World Register of Marine Species anerkannt. Demnach gehören zu den Tubificida als Schwestergruppen:
- Familie Phreodrilidae Beddard, 1891 (Salzwasser, Süßwasser; gemäßigte Breiten der Südhalbkugel)
- Familie Naididae Ehrenberg, 1828 (Salzwasser, Süßwasser; weltweit)

In den Naididae werden in der Regel neben den traditionell dazugehörenden Gattungen (nun die Unterfamilie Naidinae) auch die früheren Tubificidae und Opistocystidae mit einbezogen. Andere halten an diesen Familien fest. Dies ist aber nur möglich, wenn die Gattung Pristina als eigene Familie Pristinidae aus den Naididae ausgegliedert wird. Die Tubificida umfassen nach beiden Auffassungen dieselben Gattungen, aber einmal auf zwei und einmal auf fünf Familien aufgeteilt. Die Gattung Capilloventer (die die monotypische Familie Capilloventridae aufbaut) und die Enchytraeidae erwiesen sich als nicht näher damit verwandt und wurden anderen Ordnungen zugewiesen. Die Dorydrilidae müssen als Familie möglicherweise ganz aufgegeben und, wie früher schon einmal, den Lumbriculidae zugeschlagen werden.